# Тайбе
Та́йбе (Эт-Тайиба, устар. передача Та́йба) (араб. الطيبة‎, ивр. טייבה‎) — город в Израиле, находится в Центральном округе.
Статус города получен в 1990 году. Город занимает площадь 19 км².
В Тайбе родился и проживает лидер Арабской партии Тааль, депутат Кнессета, Ахмад Тиби.

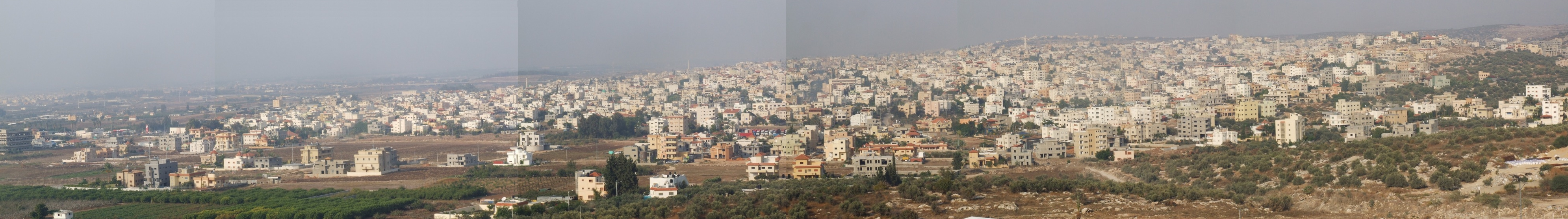
Панорама Тайбы

## Население
По данным Центрального статистического бюро Израиля, население на начало 2020 года составляло 43 957 человек.
Население полностью арабское, 100 % жителей мусульмане. Среднемесячная заработная плата работника в течение 2019 года составила 5848 шекелей (в среднем по стране: 9745 шекелей).